# Probles kotenkoi
Probles kotenkoi är en stekelart som beskrevs av Andrey Ivanovich Khalaim 2003. Probles kotenkoi ingår i släktet Probles och familjen brokparasitsteklar. Inga underarter finns listade i Catalogue of Life.